# ليه أوين
ليه أوين (بالإنجليزية: Les Owen)‏ (11 أبريل 1933 في المملكة المتحدة - ) هو لاعب كرة قدم بريطاني في مركز الظهير. لعب مع نادي تشستر سيتي.